# Dorota Węziak-Białowolska
Dorota Maria Węziak-Białowolska – polska ekonomistka, profesor nauk społecznych.

## Życiorys
W 2003 r. ukończyła studia w Szkole Głównej Handlowej, w 2008 r. obroniła pracę doktorską pt. Model kapitału intelektualnego regionu - koncepcja pomiaru i jej zastosowanie w analizie porównawczej regionów, której promotorem była prof. Małgorzata Rószkiewicz, w 2016 r. habilitowała się na podstawie pracy zatytułowanej Jakość życia w ujęciu porównawczym - wymiary, pomiar, wyniki. W 2024 r. uzyskała tytuł profesora nauk społecznych. 
Została pracownikiem naukowym na Uniwersytecie Jagiellońskim w Krakowie, w Instytucie Badań Edukacyjnych - Państwowego Instytutu Badawczego, w Szkole Głównej Handlowej w Warszawie, oraz w Akademii Leona Koźmińskiego w Warszawie.